# Siduri
Siduri var i mesopotamisk mytologi en gudinna som tillverkade och serverade gudarna öl och vin. 
I en berättelse möter Siduri hjälten Gilgamesh på en havsstrand i dennes sökande efter evigt liv. Hon försöker först övertyga Gilgamesh om att inte försöka sig på att korsa vattnet, men ger honom till slut rådet att uppsöka färjekarlen Urshanabi. 